# 索尔·图科斯基
索尔·A·图科斯基（英語：Saul A. Teukolsky，1947年8月2日—），美国物理学家，自2007年4月3日起担任康奈尔大学的物理系主任。图科斯基是研究数值相对论（运用计算机的数值方法求解爱因斯坦场方程）的先驱之一。

## 学术生涯
他于1970年代师从加州理工学院的基普·索恩教授，其后进入康奈尔大学任教，1983年起获得康奈尔大学的汉斯·贝特物理与天体物理学教授称号。主要研究领域为广义相对论和相对论天体物理学、数值相对论、黑洞与中子星物理、计算物理等，主要成果为在二十世纪七十年代创立的图科斯基方程，这是在克尔度规框架下求解有微扰场作用的爱因斯坦场方程的基本数值方法。
目前他的研究小组重点研究运用数值方法求解有可能被激光干涉引力波天文台（LIGO）和激光干涉空间天线（LISA）探测到的引力波的波形。同时图科斯基也是在数学、计算物理和工程领域影响力很大的著名丛书《数值算法》系列（Numerical Recipes）的作者之一。

## 榮譽
- ICTP狄拉克獎章（2021年）
- 爱因斯坦奖（2021年）